# Joué-du-Plain
Joué-du-Plain é uma comuna francesa na região administrativa da Normandia, no departamento Orne. Estende-se por uma área de 14 km². Em 2010 a comuna tinha 260 habitantes (densidade: 18,6 hab./km²).